# Station Zornhoff-Monswiller
Station Zornhoff - Monswiller is een spoorwegstation in de Franse gemeente Monswiller. Het station sloot eind 2011.